# Antibiótico de amplio espectro

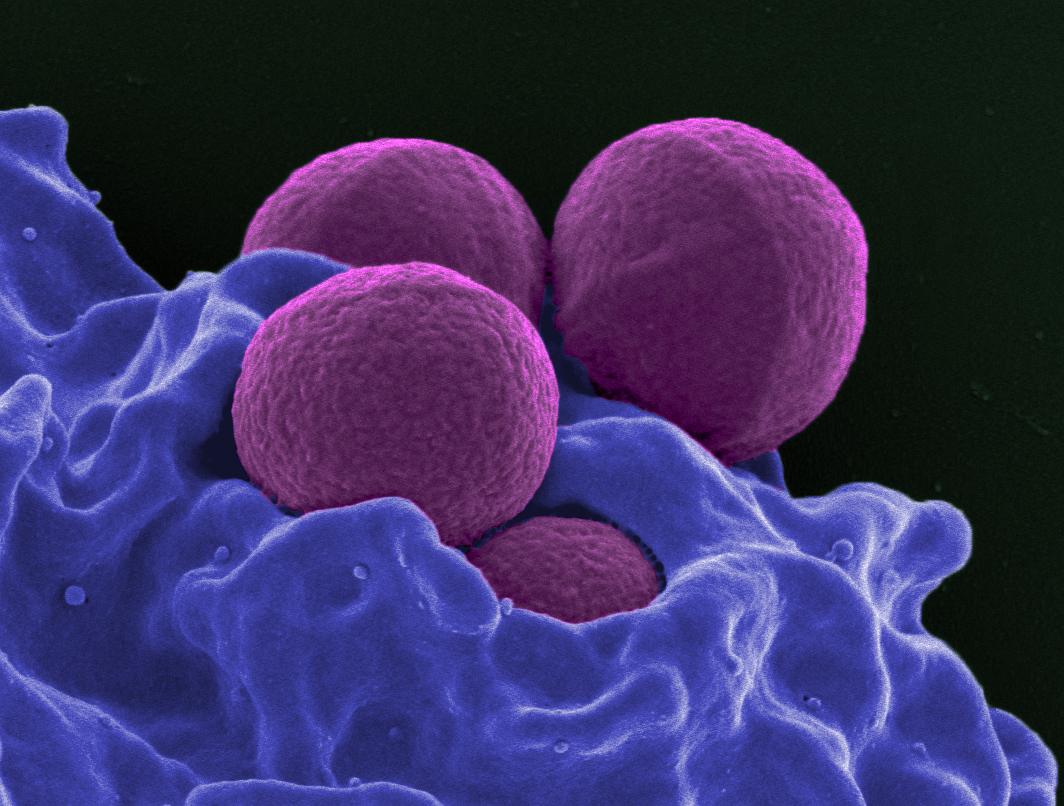
Uso común en la ampicilina.

Un antibiótico de amplio espectro es un tipo de antibióticos que actúan contra una amplia gama de bacterias patógenas, tanto contra bacterias grampositivas como gramnegativas. En cambio un antibiótico de espectro reducido solo es eficaz contra familias específicas de bacterias. Un ejemplo de un antibiótico de amplio espectro es la ampicilina.

## Usos
Los antibióticos de amplio espectro se utilizan en los siguientes situaciones médicas:
- Antes de la identificación formal de las bacterias causantes de la infección, cuando hay una amplia gama de posibles enfermedades y gravemente en pocas horas si no se inicia la administración de antibióticos de amplio espectro a tiempo.
- Para las bacterias resistentes a los medicamentos que no responden a otros, más antibióticos de espectro reducido.
- En el caso de una superinfección, donde hay varios tipos de bacterias que causan la enfermedad, lo cual justifica el uso de un antibiótico de amplio espectro o un tratamiento antibiótico combinado.
- Para la profilaxis después de una operación, con el fin de prevenir las infecciones bacterianas que se producen.

## Riesgos
Como efecto secundario, los antibióticos pueden cambiar el contenido normal microbiano del cuerpo al atacar indiscriminadamente tanto las bacterias patológicas como las naturales, que son bacterias beneficiosas o inofensivas que se encuentran en el intestino, los pulmones y la vejiga. La destrucción de flora bacteriana provoca que los microorganismos resistentes a los fármacos puedan crecer vigorosamente, y pueden conducir a una infección secundaria tales como clostridium difficile o candidiasis. Este efecto secundario es más probable con el uso de antibióticos de amplio espectro.

## Ejemplos
En los seres humanos:
- Amoxicilina
- Amoxicilina-ácido clavulánico
- Los carbapenems, incluidos: imipenem, meropenem, ertapenem
- Piperacilina-tazobactam
- Levofloxacina
- Estreptomicina
- Tetraciclina
- Cloranfenicol
- Ticarcilina

En medicina veterinaria: Co-amoxiclav (en pequeños animales); penicilina, estreptomicina y oxitetraciclina (en animales de granja); penicilina y sulfamidas potenciadas (en caballos).